# Yingcheng
För andra betydelser, se Yingcheng (olika betydelser).
Yingcheng är en stad på häradsnivå som lyder under Xiaogans stad på prefekturnivå i Hubei-provinsen i centrala Kina.
1. ↑  http://www.geohive.com/cntry/cn-42.aspx